# 니콜라스 리버풀
니콜라스 조지프 오빌레 리버풀 (Nicholas Joseph Orville Liverpool, 1934년 9월 9일 ~ 2015년 6월 1일)는 도미니카 연방의 국가 원수이다. 2003년 10월 2일부터 2012년 9월 17일까지 도미니카 연방의 대통령을 역임했다. 1957년에 헐 대학교에 들어갔으며 1960년에 법학사를 획득하였다. 그는 1961년에 이너 템플에 법조계로 호출되었다. 그는 1965년에 쉐필드 대학교에서 박사 학위를 획득하였다.
그는 1998년 3월에 미국 대사가 되었으며2001년까지 활동하였다.
2008년 7월에 그는 총리 루즈벨트 스커리트와 야당 지도자 얼 윌리엄스의 합동 지명으로, 2003년에 이어 대통령으로서 두 번째 임기를 맞이하였다.

## 참고
1. ↑  "Curriculum Vitae of Dr. N.J.O. Liverpool, D.A.H. President of the Commonwealth of Dominica" 보관됨 2008-09-28 - 웨이백 머신, President's Office, Accessed July 26, 2008.
2. ↑  List of Dominican ambassadors to the United States 보관됨 2016-03-03 - 웨이백 머신, U.S. State Department website.
3. ↑  "Dominica's president to serve second term"[깨진 링크(과거 내용 찾기)], Caribbean Net News, July 26, 2008.